# مشمش الصباح (ألبوم)
مشمش الصباح هو الألبوم الثاني من Quantic ، الذي صدر في يونيو 2002.

## تسجيل المسار
1. المشمش صباحا – 6:26
2. عبر الأطلسي – 4:43
3. العلامة التجارية الجديدة واتوسي (يضم EQ) – 6:01
4. بحث السماوات – 5:53
5. أوسع من السماء – 3:55
6. رئيسيات بووغالوو (يضم الجوانب) – 3:35
7. بلاكستون روك – 4:10
8. حلوة الدعوة (يضم أليس راسل) – 4:43
9. مشكلة من النهر – 6:26
10. وليس ذلك الأزرق – 5:07
11. قبالة ضرب المسار – 3:30

## وصلات خارجية
- الألبوم الرسمي الصفحة
- المشمش الصباح الاستعراض في دليل